# Boka Vanguard (schip, 2013)
De Boka Vanguard (voorheen de Dockwise Vanguard) is een halfafzinkbaar transportschip van Boskalis, de grootste in zijn soort. Behalve voor transport van zware lading is dit schip ook geschikt voor het dokken van schepen op open zee.

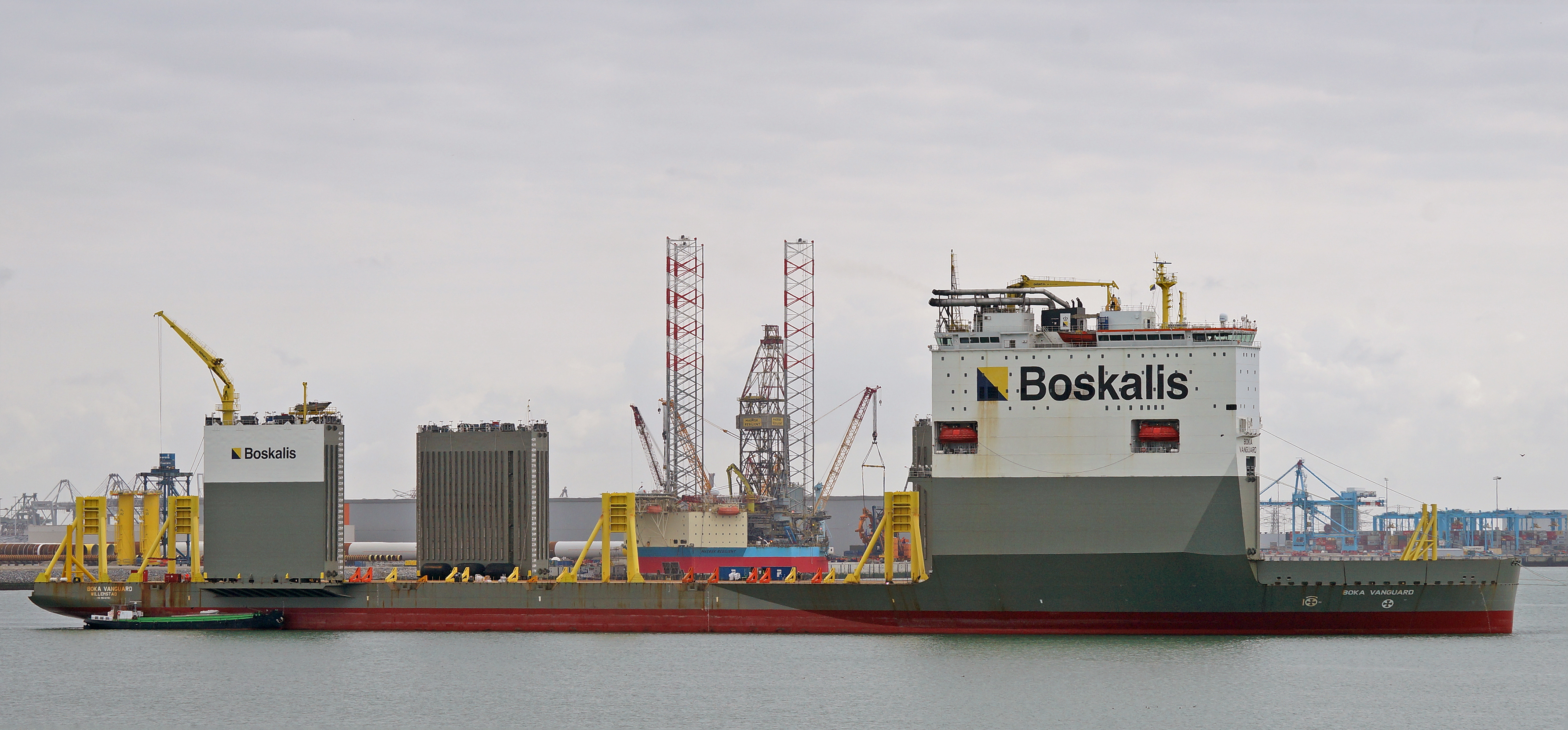
MAERSK RESILIENT & BOKA VANGUARD (40511842113)

## Beschrijving
In februari 2011 plaatste Dockwise de order voor de bouw van de Dockwise Vanguard bij Hyundai Heavy Industries (HHI) in Ulsan. Het werd in november 2012 te water gelaten en in februari 2013 afgeleverd.
Het opvallendste kenmerk van het schip is het ontbreken van een brug over de volle breedte van het schip. De smalle brug is geplaatst aan de stuurboordzijde waardoor lading ook over de boeg kan steken. Het kan hierdoor langere lading meenemen dan bij traditionele zwareladingschepen het geval is. Het schip kan 50% meer lading meenemen dan de Blue Marlin, het grootste schip van Dockwise voordat de Dockwise Vanguard in de vaart kwam. De ruimte aan dek is ook 70% groter dan die van de Blue Marlin.
De voortstuwing wordt geleverd door vier Wartsilamotoren met een totaal vermogen van 27 MW. Deze drijven twee schroeven aan. Daarnaast beschikt het schip over een boegschroef en twee intrekbare schroeven om goed te manoeuvreren. Het schip vergde een investering van US$240 miljoen.
De eerste opdracht was het transport van het 55.000 ton zware halfafzinkbaar platform Jack/St. Malo van Chevron. Dit werd geladen bij een werf van Samsung in Zuid-Korea en gebracht naar Corpus Christi aan de Golf van Mexico.
Begin 2015 transporteerde de Dockwise Vanguard de FPSO Goliat van Eni. De reis van 15.000 zeemijl voer van het Zuid-Koreaanse Geoje via Kaap de Goede Hoop naar Hammerfest in Noorwegen. De FPSO Goliat is gebouwd op de werf van Hyundai Heavy Industries. Met een diameter van 107 meter is dit Sevanplatform de grootste vracht die tot nu toe op de Dockwise Vanguard is geladen.
In september 2017 werd op de Tweede Maasvlakte het kraanschip Hermod geladen voor transport naar Zhoushan.